# Georges Dejagere
Georges Dejagere est un gymnaste français né Georges Auguste Dejaeghere le 7 janvier 1879 à Roubaix et mort le 21 mai 1954 à Mouscron.

## Biographie

### Championnats du monde
- Anvers 1903
  -  médaille d'or au concours général par équipes.
  -  médaille d'or au cheval d'arçon.

- Bordeaux 1905
  -  médaille d'or au concours général par équipes.
  -  médaille d'or au cheval d'arçon.